# 上町五丁目停留場
上町五丁目停留場（かみまちごちょうめていりゅうじょう）は、高知県高知市上町五丁目にあるとさでん交通伊野線の路面電車停留場。

## 歴史
当停留場は1906年（明治39年）、本町筋五丁目停留場（ほんちょうすじごちょうめていりゅうじょう）の名で開業した。開業の1週間後には、車両の増備に対応するため停留場の北側に車庫（本町筋五丁目車庫）が新設されている。停留場名は町名変更に合わせて1936年（昭和11年）に「本丁筋五丁目」と表記を変更。上町五丁目と称するようになったのは1966年（昭和41年）からで、これは同年に住居表示が実施されたことによるものである。

### 年表
- 1906年（明治39年）
  - 10月9日：土佐電気鉄道の本町筋五丁目停留場として開業[1]。
  - 10月16日：本町筋五丁目車庫が完成[1]。
- 1909年（明治42年）2月25日：車庫で火災が発生[1]。
- 1936年（昭和11年）8月1日：本丁筋五丁目停留場に改称[1]。
- 1966年（昭和41年）8月10日：上町五丁目停留場に改称[1]。
- 1975年（昭和50年）5月：折り返し用の渡り線を旭町一丁目から移設。
- 2014年（平成26年）10月1日：土佐電気鉄道が高知県交通・土佐電ドリームサービスと経営統合し、とさでん交通が発足[4]。とさでん交通の停留場となる。

## 停留場構造
上町五丁目停留場は伊野線の併用軌道区間にあり、道路上にホームが設けられている。ホームは2面あり、東西方向に伸びる2本の線路を挟み込むように向かい合って配置される（相対式ホーム）。線路の北側に上りはりまや橋方面行き、南に下り伊野方面行きのホームがある。
上町四丁目との間に渡り線があり、はりまや橋・高知駅前方面行の一部が当停留場発着で運行される。渡り線がはりまや橋寄りにあることから折り返しの上り列車は上りホームに入線できず、下りホームで降車を扱った後そのままの位置で反対側のドアを開き、乗客は上りホームから線路を跨いで乗車する。
停留場の北側には開業直後より本町筋五丁目車庫が設けられ、戦後蛍橋停留場の西方に蛍橋車庫ができるまで使用された。本町筋五丁目車庫では1909年（明治42年）に火災が発生し、収容中の車両9両と新調中の車両2両のあわせて11両の車両を焼失している。この火災の原因と焼失した車両の番号については、資料が失われたため不明である。

## 停留場周辺
かつては当停留場より西側の国道33号が太平洋戦争の空襲の被害を受けなかったため道幅が狭く乗用車に限り軌道敷内の自動車通行が許可されていたが、2010年に拡張工事がひとまず完成し旭町一丁目停留場西側まで道幅が拡張された。
- 鏡川
- 高知銀行西支店・梅田橋支店・旭支店
- 観音堂
- 石立八幡宮
- 高知県道37号高知春野線

## 路線バス
「上町五丁目」バス停留所があり、以下の路線が乗り入れる。
| 乗場 | 系統                                           | 主要経由地                               | 行先           | 運行会社     | 備考       |
| ---- | ---------------------------------------------- | ---------------------------------------- | -------------- | ------------ | ---------- |
|      | F2                                             | 堺町、高知駅前、塩田町、イオンモール高知 | 一宮高知営業所 | とさでん交通 |            |
| G1   | 堺町、高知駅前                                 | 高知駅                                   |                | とさでん交通 |            |
| G2   | 堺町、高知駅前、比島                           | 一宮高知営業所                           |                | とさでん交通 |            |
| G4   | 堺町、高知駅前、比島、一宮高知営業所           | 医大病院                                 | 土休日運転     | とさでん交通 |            |
| G5   | 堺町、高知駅前、比島、一宮高知営業所、医大病院 | オフィスパーク第二                       | 土休日運休     | とさでん交通 |            |
| G6   | 堺町、高知駅前、比島、一宮高知営業所、医大病院 | 領石出張所                               |                | とさでん交通 |            |
| G10  | 堺町、高知駅前、杉井流東                       | 一宮高知営業所                           |                | とさでん交通 |            |
| K4   | 堺町、西高須通、潮見台ターミナル               | 潮見台三丁目                             | 土休日運休     | とさでん交通 |            |
| P2   | 堺町、中央市場前、十津                         | 種崎                                     |                | とさでん交通 |            |
| S1   | 堺町、桟橋通五丁目、横浜、長浜営業所           | みませ                                   |                | とさでん交通 |            |
| S2   | 堺町、桟橋通五丁目、横浜                       | 長浜営業所                               |                | とさでん交通 |            |
| S3   | 堺町、桟橋通五丁目、横浜、長浜営業所           | 桂浜                                     |                | とさでん交通 |            |
| T1   | 堺町                                           | 桟橋車庫                                 | 休日運休       | とさでん交通 |            |
| T3   | 堺町、桟橋通五丁目、横浜、横浜ニュータウン     | 南ニュータウン                           |                | とさでん交通 |            |
|      | A1                                             | 杓田市商前                               | 鳥越           | とさでん交通 | 土休日運休 |
| A2   | 杓田市商前、鳥越                               | 川口                                     | 県交北部交通   |              |            |
| A3   | 杓田市商前、鳥越、川口                         | 行川                                     | 県交北部交通   |              |            |
| X1   | 石立団地、神田本村                             | 吉野                                     | とさでん交通   |              |            |
| X2   | 石立団地、神田本村、春野役場前                 | 仁野                                     | 県交北部交通   |              |            |
| X3   | 石立団地、下針木                               | 天王ニュータウン                         | とさでん交通   |              |            |
| X4   | 石立団地、下針木、天王ニュータウン             | 八田                                     | とさでん交通   |              |            |
| X5   | 石立団地、新川通、土佐市役所前                 | 高岡営業所                               | とさでん交通   |              |            |
| Y1   | 朝倉駅前、国立病院前                           | 学芸高校                                 | とさでん交通   | 休日運休     |            |
| Y2   | 朝倉駅前、国立病院前                           | 天王ニュータウン                         | とさでん交通   |              |            |
| Y3   | 朝倉駅前、国立病院前、天王ニュータウン         | 仁野                                     | とさでん交通   |              |            |
| Y4   | 朝倉駅前、国立病院前、土佐市役所前             | 高岡営業所                               | とさでん交通   |              |            |
| Y5   | 朝倉駅前、国立病院前、土佐市役所前、須崎駅前   | 須崎営業所                               | とさでん交通   |              |            |
| Y6   | 朝倉駅前、国立病院前                           | 宇佐                                     | とさでん交通   |              |            |
| Z1   | 八代                                           | すこやかセンター伊野                     | 県交北部交通   |              |            |
| Z2   | 朝倉駅前、伊野駅、高岩                         | 狩山口                                   | 県交北部交通   |              |            |
| Z3   | 朝倉駅前、伊野駅、高岩                         | 土居                                     | 県交北部交通   |              |            |
| Z4   | 朝倉駅前、伊野駅、高岩、土居                   | 長沢                                     | 県交北部交通   |              |            |
| Z6   | 八代、伊野駅、高岩                             | 狩山口                                   | 県交北部交通   |              |            |

## 隣の停留場
とさでん交通
伊野線
上町四丁目停留場 - 上町五丁目停留場 - 旭町一丁目停留場